# Педич Володимир Олексійович
Володи́мир Олексі́йович Педич (нар. 12 квітня 1976, с. Колядинець Липоводолинського району (нині — Роменського району) на Сумщині — пом. 7 березня 2022) — український військовий, що загинув під час російського вторгнення в Україну, учасник російсько-української війни.

## Життєпис
Народився 1976 року в селі Колядинець Липоводолинського району на Сумщині. Тут виріс і працював.
У квітні 2014 року, з початком війни на сході України був мобілізований до Збройних Сил України. Проходив навчання у військовій частині в м. Житомирі, а потім на Широколанівському військовому полігоні на Миколаївщині. Брав участь в обороні м. Слов'янська на Донеччині, де зазнав поранення. Лікувався у військовому госпіталі в м. Вінниці. Після лікування знову був направлений на передову. Брав участь у бойових діях поблизу с. Піски Донецької області, де тривали бої за аеропорт. Був командиром відділення зенітної установки ЗУ-23-2.
28 лютого 2022 року, після повномасштабного вторгнення Росії в Україну, у складі одного з підрозділів 27 РЕАБр, став на захист України.
Загинув 7 березня 2022 року під час обстрілу системами залпового вогню "Смерч", виконуючи завдання зі знищення ворожих позицій ЗС РФ.
Похований 11 березня 2022 року в рідному селі Колядинець Роменського району (колишнього Липоводолинського району) на Сумщині.

## Нагороди
- орден «За мужність» III ступеня (2022, посмертно) — за особисту мужність і самовіддані дії, виявлені у захисті державного суверенітету та територіальної цілісності України, вірність військовій присязі[4].